# Esaltarsi
Esaltarsi è il primo album del cantante Luciano Rossi, pubblicato nel 1972 dalla Ariston.

## Tracce

### Lato A
1. Esaltarsi (Rossi)
2. Per i bambini si chiamano zio (Rossi)
3. Mediterraneo... paese mio (Rossi)
4. Chissà come andrà a finire (Rossi/Colombini)
5. Eppure (Rossi)
6. Oggi... al massimo domani (Rossi)

### Lato B
1. Ritornerà (Rossi)
2. Senza di te (Rossi/Colombini)
3. Amore bello (Rossi)
4. Un rapido per Roma (Rossi)
5. Foglie foglie (Rossi)